# Tezosentan
Tezosentan ist ein potenzieller Arzneistoff aus der Gruppe der Endothelinrezeptor-Antagonisten, der von dem Schweizer Pharmaunternehmen Actelion entwickelt wurde. Er sollte zur Behandlung der akuten Herzinsuffizienz eingesetzt werden.
Neuere Studien haben jedoch gezeigt, dass Tezosentan weder eine Dyspnoe verbessert noch das Risiko für kardiovaskuläre Ereignisse verringert.

## Pharmakologie
Tezosentan ist ein Kompetitiver Antagonist der Endothelin-Rezeptoren A und B. Durch Hemmung der Bindung von Endothelin-1, Endothelin-3 und von Sarafotoxin an die Endothelin-Rezeptoren A und B, verhindert Tezosentan eine Konstriktion der glatten Muskulatur.
Die Plasmahalbwertszeit beträgt 3–5 min und die Plasmaproteinbindung 0,2–60 μg/ml.
Arzneilich kommt das Dinatriumsalz zum Einsatz.